# Plinke (Hannover)
Plinke ist der Familienname einer seit dem 16. Jahrhundert bekannten Familie in der heutigen niedersächsischen Landeshauptstadt Hannover. Die Familie bewirtschaftete seit dem Jahr 1585 einen Vollmeierhof in Linden.
Zur Zeit des Königreichs Hannover beschrieb der Dichter Hofmann von Fallersleben in seinem Hannoverschen Namenbüchlein über die Einwohner der Residenzstadt Hannover die Namensherkunft Plinke als aus dem Niederdeutschen stammenden Wort „plinken“ für den Begriff des Blinzelns.

## Persönlichkeiten (Auswahl)
- Heinrich Plinke, geboren am 26. September 1856 in Linden als Sohn des Hofbesitzers Friedrich Plinke († 1879), studierte Chemie an der Universität Jena, wo er 1897 seine Dissertation schrieb zum Thema Ueber neue Isomere einiger Säureamide, die im Folgejahr 1898 bei Friedrich Culemann in Hannover erschien.[3] Nur wenig später ließ der nun „Dr. Plinke“ Genannte im Jahr 1900 in Seelze eine chemische Fabrik in unmittelbarer Nachbarschaft östlich der Firmen Merklin und Lösekann errichten. Plinkes Chemiefabrik bestand dort „wohl nur eine kurze Zeit“, obwohl Plinke zeitweilig kommunalpolitisch im Seelzer Gemeinde-Ausschuss wirkte.[4]

## Plinkestraße
Nach der Familie Plinke wurde die 1910 im heutigen Stadtteil Linden-Süd angelegte Plinkestraße benannt, die die Ricklinger Straße mit der Ritter-Brüning-Straße verbindet.